# 後藤基則
後藤 基則（ごとう もとのり、生年不明 - 元和2年（1616年））は、安土桃山時代から江戸時代初期の武将。通称は太郎助、左門、隠岐。後藤基次の嫡男。妻は神東郡の豪士、坂田光基の娘。子に正基（匡基）、徳治の二男と一女がいる。
通説で同じく基次の長子とされる事もある一意（佐太郎）と同一人物とする説もあるが、佐太郎は淡輪にある浄土宗西教寺に墓碑があり、承応3年（1654年）が没年となっている事や、後藤家の家譜においても「（佐太郎は）徳川家の嫌疑が晴れて後藤姓へ戻る事ができた」とあり、大坂の陣後も生き延びている事が確認でき、その子らも微禄ながら徳川家の青山宗俊に仕えている事などから別人であり、佐太郎は基則の下の兄弟である可能性が高い。

## 概要
父と共に、慶長の役や関ヶ原の戦いに従軍・活躍したという。慶長11年（1606年）父が黒田長政のもとから出奔した理由のひとつとして、事の詳細は諸説あるが、基則が何らかの不始末を起こし、それについて基次が再三の赦免を願い出たが、長政が頑なに拒否したのが原因とする説もある。出奔後、慶長16年（1611年）に堺にて黒田家の捕縛隊に捕らえられるが、堺奉行であった米津正勝の手により奪還され毛利家の預かりとなった。大坂夏の陣後の元和2年（1616年）、父の罪に連座する形で切腹を命じられた。

## 逸話
黒田家からの出奔後、摂津国に隠棲していたようで、この時期に大坂の中心部で乱暴狼藉を働いている武士に奉行所の役人が手も足も出ずにいたところ、この武士をたちまちのうちに2名斬り捨てて名も告げずに去った。奉行所の者が後を追って素性を聞いたが答えず、この話を聞いた片桐且元が自身でその家を訪ねたところ、後藤基次の子である事を認めたため、且元の庇護を受けて堺に邸宅を与えられた。且元は再三にわたり黒田家に赦免を願い出たが許されなかったという（『名将言行録』）。